# János Váci
János Váci (fl. XV secolo) è stato un miniatore ungherese, attivo nella prima metà del XV secolo.

## Biografia
Lavorò presso la corte del vescovo di Vác. Di lui si conserva un messale datato 1423, realizzato per la Confraternita degli Orafi di Vác ed ora conservato presso la Biblioteca nazionale Széchényi di Budapest. Sul frontespizio del messale compare l'effigie di sant'Eligio, patrono degli orafi. L'opera è firmata Scripsi Iohannes in Vacia 4123 (sic). Lo stile delle miniature fa pensare ad una collaborazione con Tamás Kolozsvári.